# Chris Singleton
Christopher Carl Singleton, Jr. (Canton (Geórgia), 21 de novembro de 1989) é um basquetebolista profissional estadunidense que atualmente joga na Liga ACB e Euroliga pelo Anadolu Efes. O atleta possui 2,06m e atua na posição Pivô. 

## Estatísticas na NBA

### Temporada regular
| Ano     | Equipe     | PJ  | PT | MPP  | %TC  | %3P  | %TL  | RPP | APP | ROB | TPP | PPP |
| ------- | ---------- | --- | -- | ---- | ---- | ---- | ---- | --- | --- | --- | --- | --- |
| 2011–12 | Washington | 66  | 51 | 21.7 | .372 | .346 | .682 | 3.5 | .7  | 1.1 | .5  | 4.6 |
| 2012–13 | Washington | 57  | 11 | 16.2 | .382 | .194 | .571 | 3.2 | .6  | .7  | .4  | 4.1 |
| 2013–14 | Washington | 25  | 0  | 10.0 | .373 | .368 | .720 | 2.2 | .2  | .4  | .1  | 3.0 |
| Total   | Total      | 148 | 62 | 17.6 | .376 | .319 | .633 | 3.2 | .6  | .8  | .4  | 4.1 |